# Capone (futebolista)
Carlos Alberto de Oliveira, mais conhecido como Capone (Campinas, 23 de maio de 1972) é um treinador e ex-futebolista brasileiro que atuava como zagueiro ou lateral-direito.

## Carreira

### Jogador
Contratado pelo Juventude onde, em 1998, ajudou a equipe do interior gaúcho a sagrar-se campeã do Estado pela primeira vez. Foi uma conquista invicta, onde em 12 jogos, a equipe teve 7 vitórias e 5 empates, marcou 14 gols e sofreu 4, e o rival da final foi o Internacional.
No ano seguinte, a equipe foi campeã da Copa do Brasil ao vencer o Botafogo por 2 a 1, em casa, e empatar sem gols, no Maracanã. Capone marcou 5 gols na competição, ficando atrás na artilharia apenas de Dejan Petkovic (Vitória) e Romário (Flamengo), que fizeram 7 gols cada.
No Galatasaray, onde chegou no segundo semestre de 1999, Capone fez história. Foi duas vezes campeão turco, ganhou uma Copa da Turquia e colocou seu time na vitrine europeia, ao conquistar a Supercopa da Europa, contra o Real Madri, e a Copa da Uefa, diante do Arsenal.
Chegou por empréstimo no início de 2003 ao Corinthians. No mesmo ano, em maio, se transferiu para o Atlético Paranaense.
Em 2004, transferiu-se para o Grêmio. No clube gaúcho, foi alvo de uma falsa informação envolvendo seu nome e do também zagueiro Fábio Bilica, a qual dizia que ambos foram flagrados em relação sexual em uma poltrona do ônibus do clube. O fato foi desmentido por ambos, anos mais tarde.
Em junho de 2007, chegou ao Londrina.

### Treinador
Foi técnico do Força Sindical entre os anos de 2008 e 2009 e do Sorriso EC, de Mato Grosso, em 2012.
Comandou o Mogi Mirim na disputa da Copa São Paulo de Futebol Júnior de 2017.

## Títulos

### Como jogador
Mogi Mirim
- Campeonato Paulista – Série A2: 1995

Juventude
- Campeonato Gaúcho: 1998
- Copa do Brasil: 1999[1]

Galatasaray
- Copa da Turquia: 1999–00
- Copa da UEFA: 1999–00[27]
- Campeonato Turco: 1999–00 e 2001–02
- Supercopa da UEFA: 2000

Corinthians
- Campeonato Paulista: 2003